# Pimpirew-Eiswand
Die Pimpirew-Eiswand (bulgarisch Пимпирев скат Pimpirew skat) war ein gerader und rund 50 m hoher Gletscherhang an der Südküste der Livingston-Insel im Archipel der Südlichen Shetlandinseln. Er verlief über eine Strecke von 3,7 km parallel zum Nordwestufer des Emona Anchorage und reichte rund 100 m landeinwärts.
Bulgarische Wissenschaftler benannten die Eiswand 1996 nach dem bulgarischen Geologen und Polarforscher Christo Pimpirew (* 1953), der zwischen 1993 und 1997 insgesamt vier bulgarische Forschungskampagnen in der Antarktis geleitet hatte und zuvor bereits von 1987 bis 1988 auf der Alexander-I.-Insel tätig war.
Im Jahre 2010 fügte die bulgarische Kommission für Antarktische Geographische Namen dem Datensatz im Composite Gazetteer of Antarctica des Wissenschaftlichen Ausschusses für Antarktisforschung (SCAR) den Zusatz „(historical)“ hinzu, da der Hang durch die Gletscherschmelze inzwischen so unscheinbar war, dass kaum noch von einer „Eiswand“ die Rede sein konnte.